# Апа-Асеу
Апа-Асеу (рум. Apa Asău) — село у повіті Бакеу в Румунії. Входить до складу комуни Асеу.
Село розташоване на відстані 230 км на північ від Бухареста, 43 км на захід від Бакеу, 118 км на південний захід від Ясс, 110 км на північний схід від Брашова.

## Населення
За даними перепису населення 2002 року у селі проживали 1676 осіб, усі — румуни. Усі жителі села рідною мовою назвали румунську.